# Chalybophysis
Chalybophysis is een kevergeslacht uit de familie van de boktorren (Cerambycidae). De wetenschappelijke naam van het geslacht werd voor het eerst geldig gepubliceerd in 1981 door Quentin & Villiers.

## Soorten
Chalybophysis is monotypisch en omvat slechts de volgende soort:
- Chalybophysis aeneipennis (Waterhouse, 1881)